# Giải Critics' Choice lần thứ 23
Lễ trao giải Critics' Choice lần thứ 23 hay giải BFCA lần thứ 23 (tiếng Anh: 23rd Critics' Choice Awards) được diễn ra vào ngày 11 tháng 1 năm 2018 tại Barker Hangar của sân bay Santa Monica tại Santa Monica, California, cùng với lễ trao giải thưởng truyền hình, nhằm tôn vinh những thành tựu nổi bật nhất của điện ảnh 2017. Lễ trao giải phát sóng trên The CW và dẫn chương trình bởi Olivia Munn.

## Giải thưởng và đề cử
Các đề cử được công bố vào ngày 6 tháng 12 năm 2017.

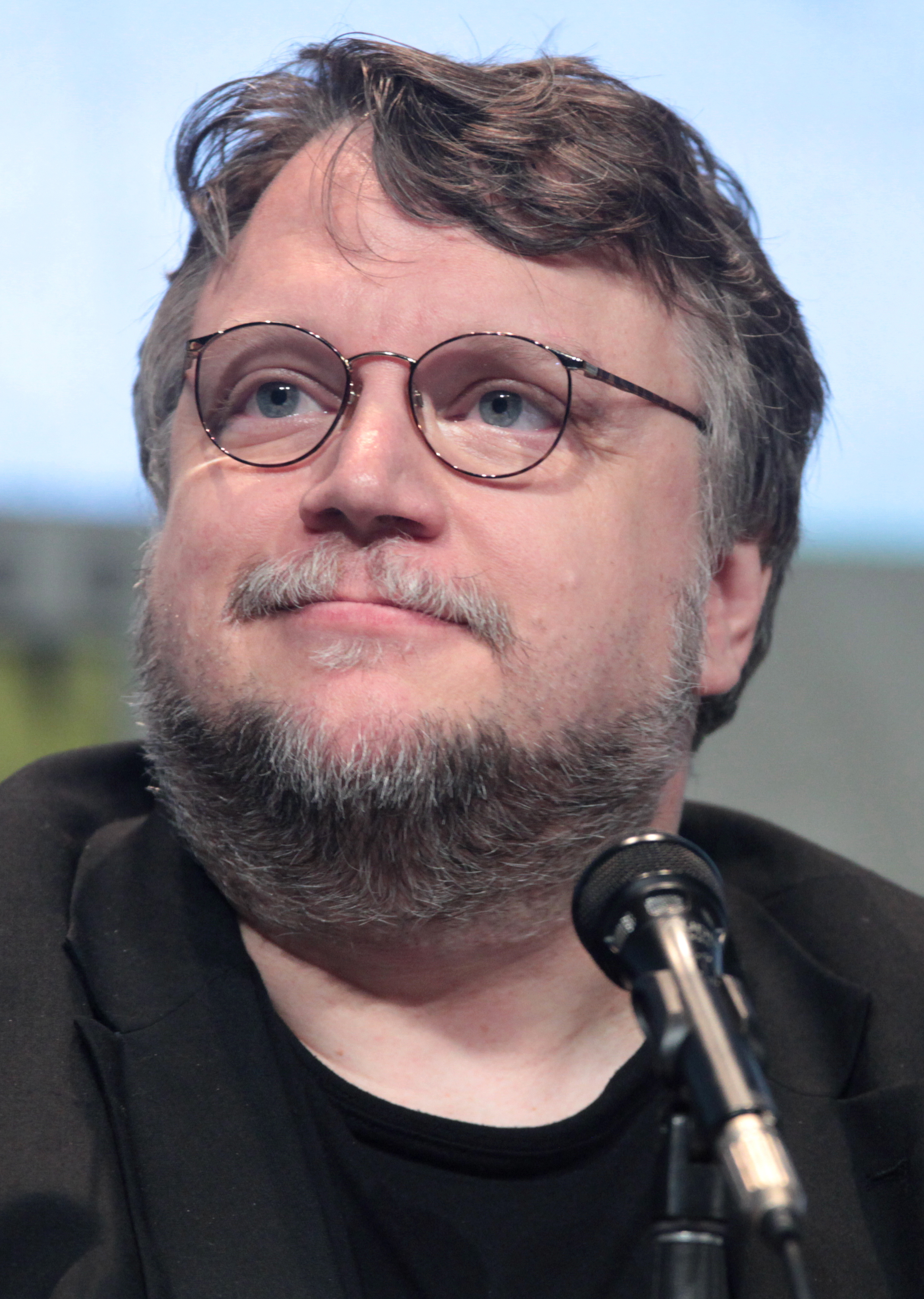
Guillermo del Toro, Đạo diễn xuất sắc nhất.

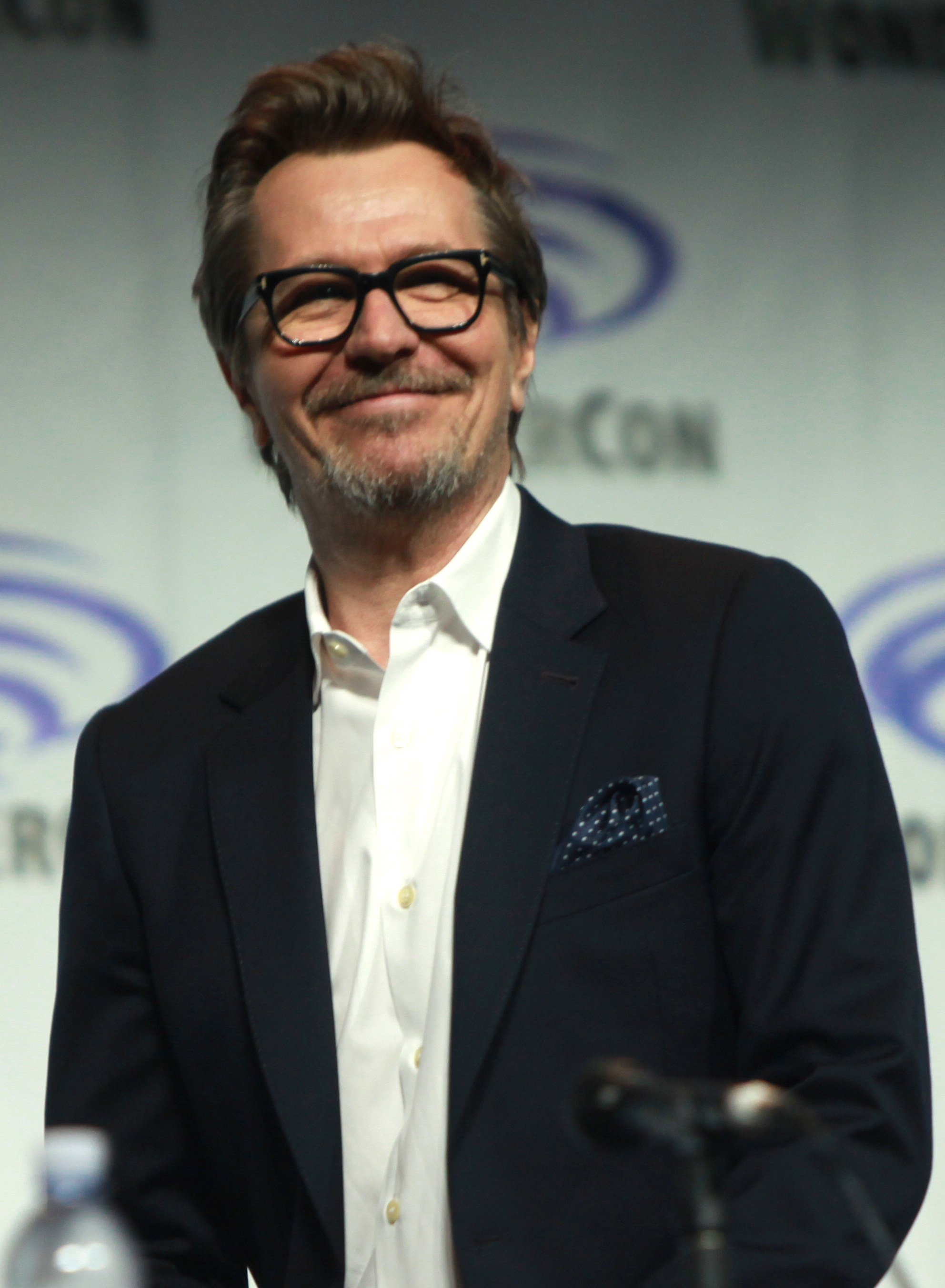
Gary Oldman, Nam diễn viên chính xuất sắc nhất.

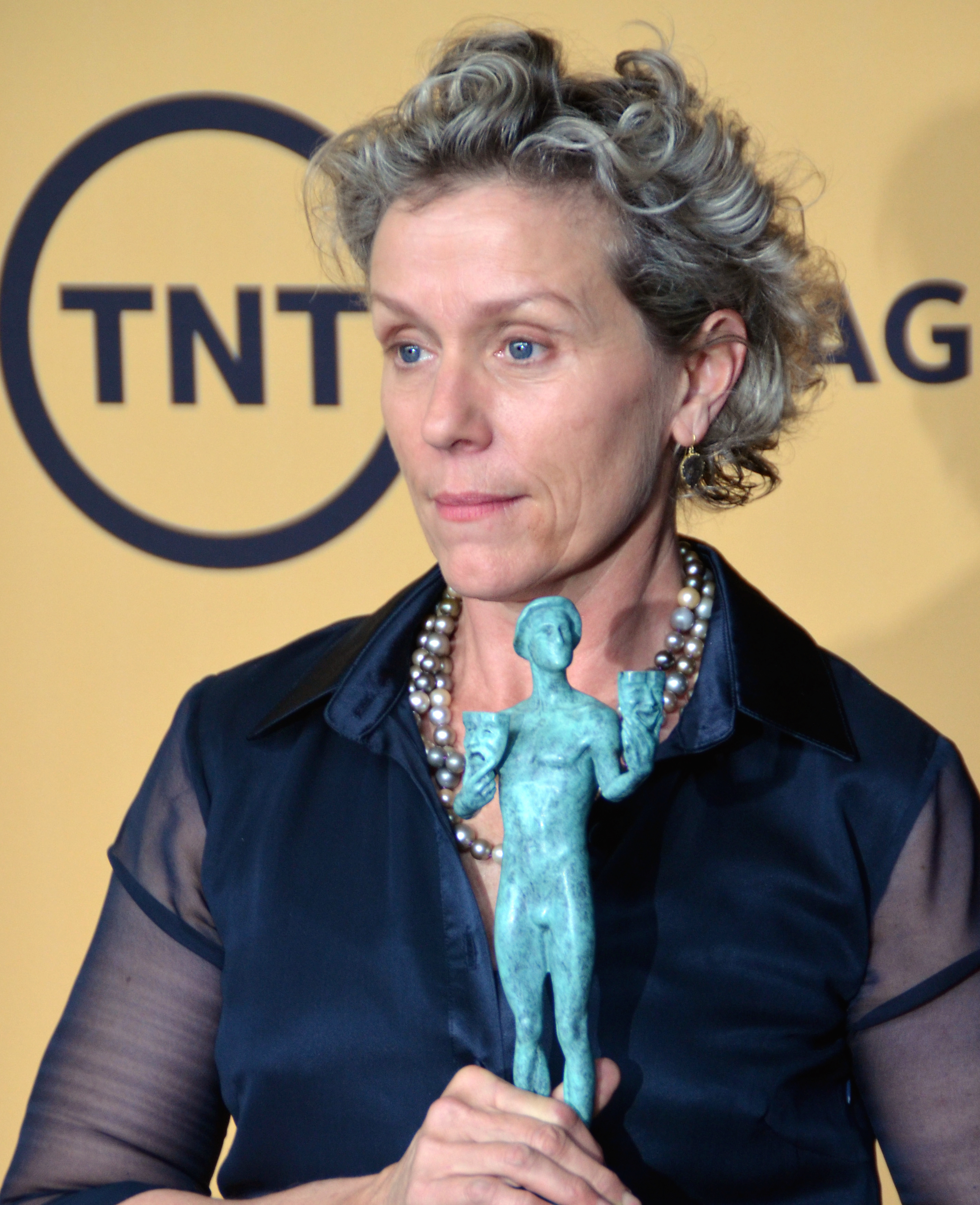
Frances McDormand, Nữ diễn viên chính xuất sắc nhất.

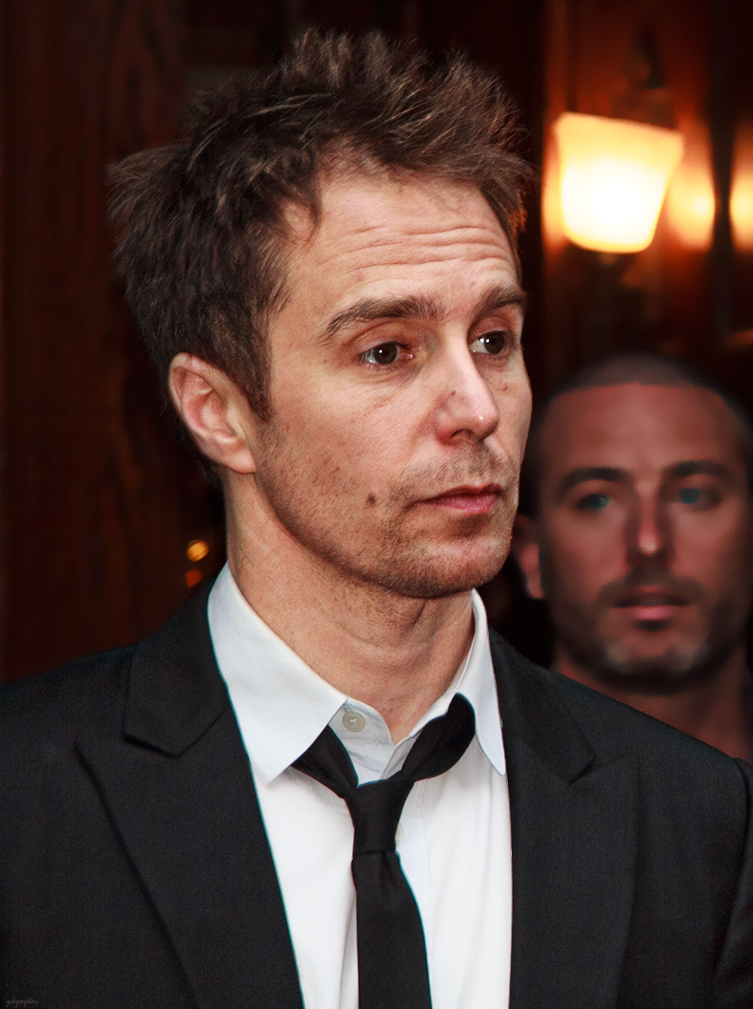
Sam Rockwell, Nam diễn viên phụ xuất sắc nhất.

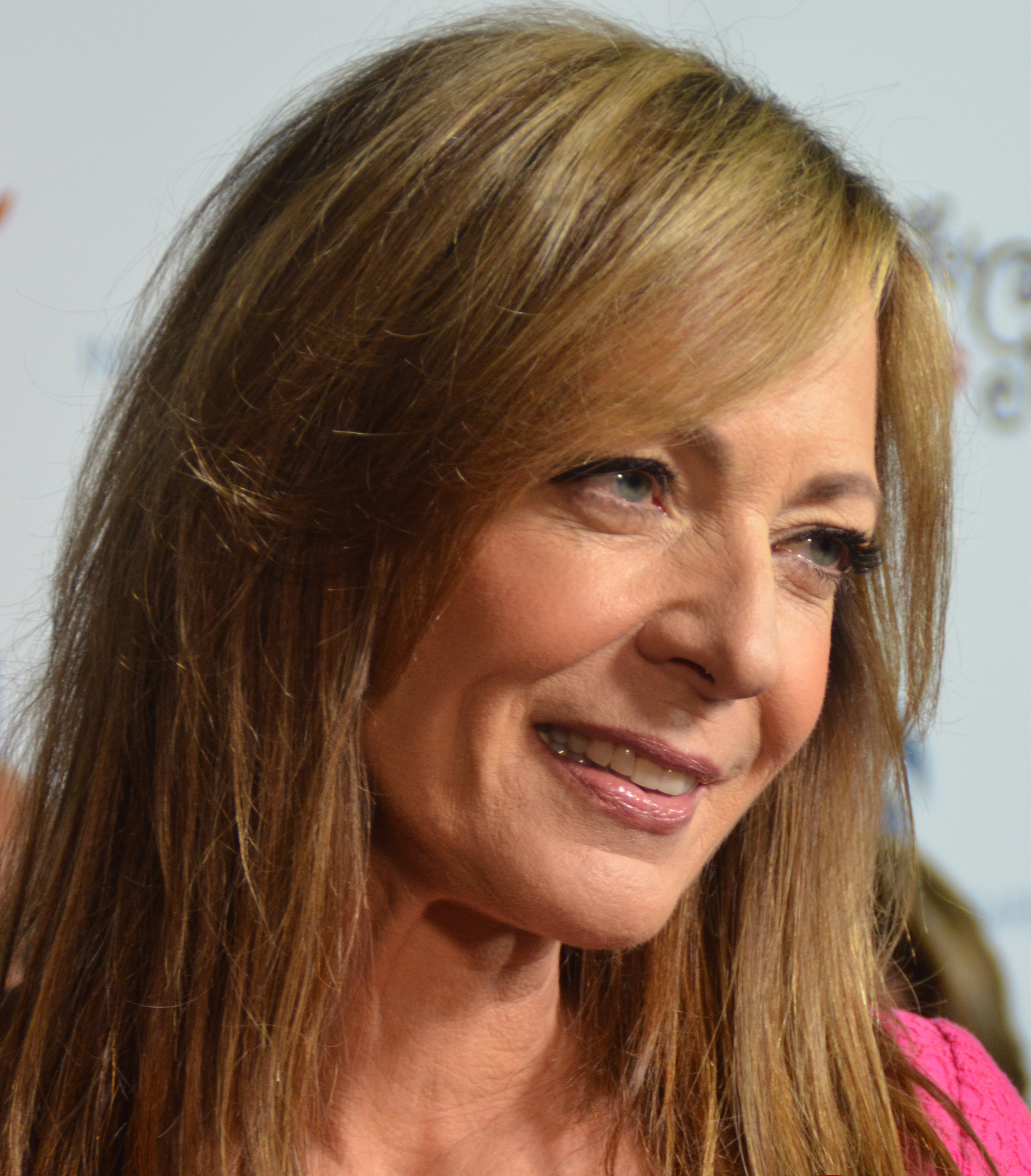
Allison Janney, Nữ diễn viên chính xuất sắc nhất.

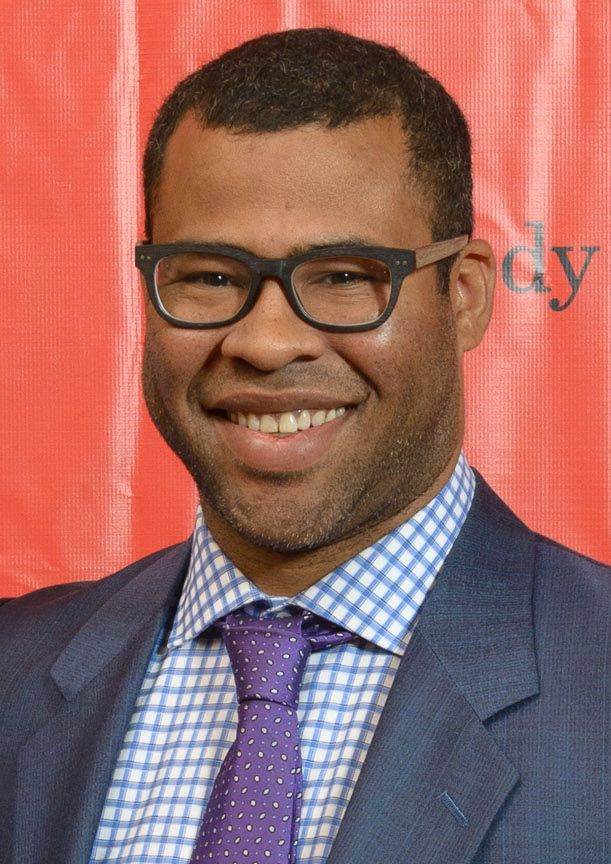
Jordan Peele, chủ nhân giải Kịch bản gốc hay nhất.

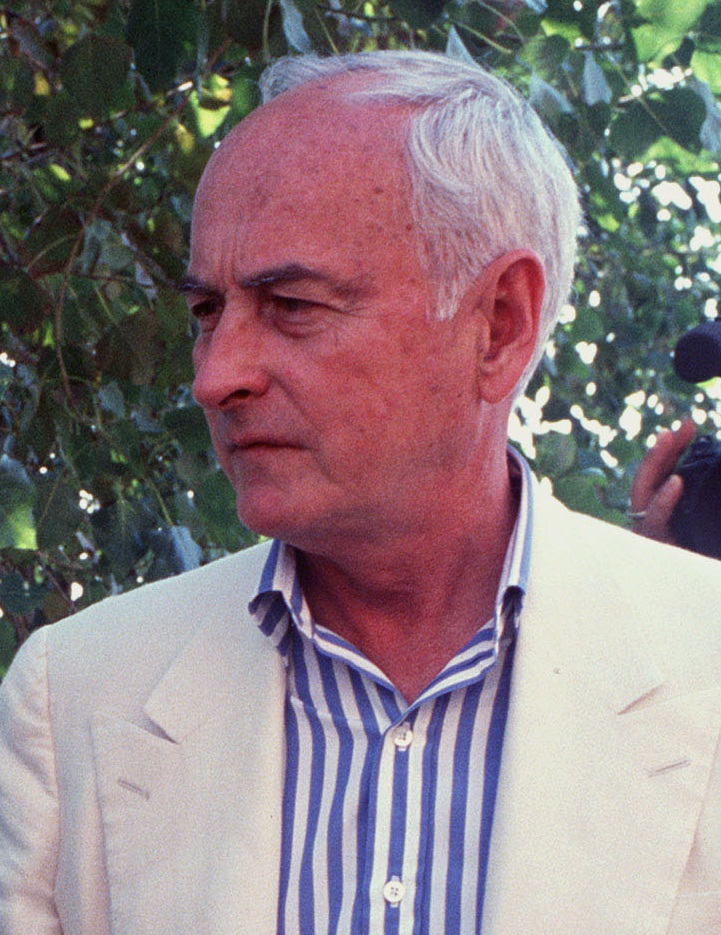
James Ivory, chủ nhân giải Kịch bản chuyển thể hay nhất.

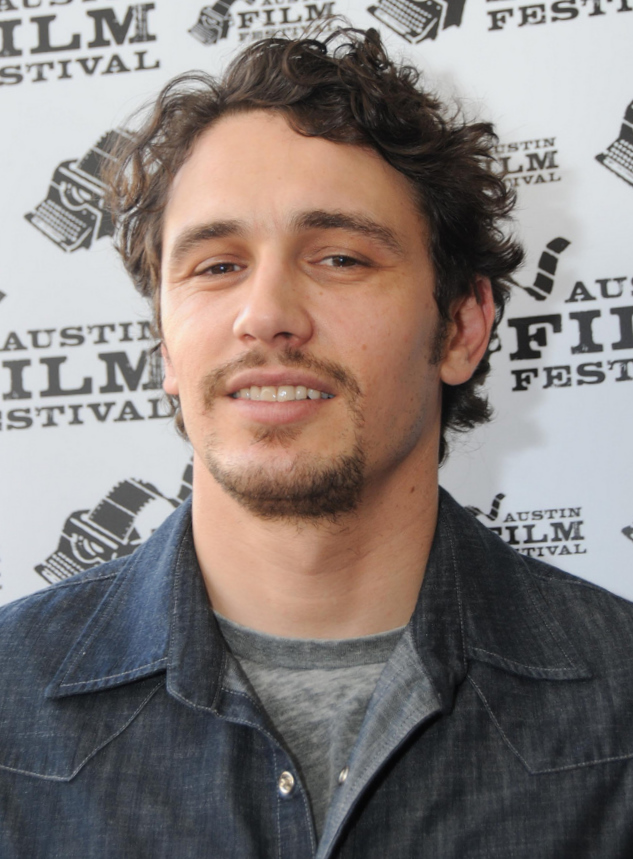
James Franco, Nam diễn viên phim hài xuất sắc nhất.

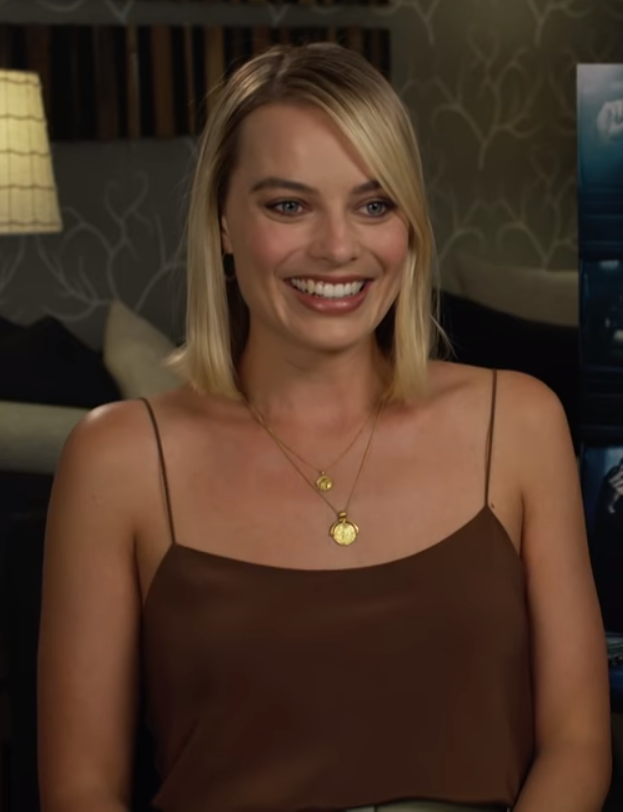
Margot Robbie, Nữ diễn viên phim hài xuất sắc nhất.

| Phim hay nhất - Người đẹp và thủy quái - The Big Sick - Call Me by Your Name - Giờ đen tối - Cuộc di tản Dunkirk - The Florida Project - Trốn thoát - Lady Bird: Tuổi nổi loạn - The Post - Three Billboards: Truy tìm công lý | Đạo diễn xuất sắc nhất - Guillermo del Toro – Người đẹp và thủy quái - Greta Gerwig – Lady Bird: Tuổi nổi loạn - Luca Guadagnino – Call Me by Your Name - Martin McDonagh – Three Billboards: Truy tìm công lý - Christopher Nolan – Cuộc di tản Dunkirk - Jordan Peele – Trốn thoát - Steven Spielberg – The Post                                                                                                  |
| Nam diễn viên chính xuất sắc nhất - Gary Oldman – Darkest Hour vai Winston Churchill - Timothée Chalamet – Call Me by Your Name vai Elio Perlman - Daniel Day-Lewis – Bóng ma sợi chỉ vai Reynolds Woodcock - James Franco – The Disaster Artist vai Tommy Wiseau - Jake Gyllenhaal – Stronger vai Jeff Bauman - Tom Hanks – The Post vai Ben Bradlee - Daniel Kaluuya – Trốn thoát vai Chris Washington | Nữ diễn viên chính xuất sắc nhất - Frances McDormand – Three Billboards: Truy tìm công lý vai Mildred Hayes - Jessica Chastain – Molly's Game vai Molly Bloom - Sally Hawkins – Người đẹp và thủy quái vai Elisa Esposito - Margot Robbie – I, Tonya vai Tonya Harding - Saoirse Ronan – Lady Bird: Tuổi nổi loạn vai Christine "Lady Bird" McPherson - Meryl Streep – The Post vai Kay Graham                      |
| Nam diễn viên phụ xuất sắc nhất - Sam Rockwell – Three Billboards: Truy tìm công lý vai Sĩ quan Jason Dixon - Willem Dafoe – The Florida Project vai Bobby - Armie Hammer – Call Me by Your Name vai Oliver - Richard Jenkins – Người đẹp và thủy quái vai Giles - Patrick Stewart – Logan: Người sói vai Charles Xavier / Professor X - Michael Stuhlbarg – Call Me by Your Name vai Samuel Perlman     | Nữ diễn viên phụ xuất sắc nhất - Allison Janney – I, Tonya vai LaVona Golden - Mary J. Blige – Mudbound vai Florence Jackson - Hong Chau – Downsizing vai Ngoc Lan Tran - Tiffany Haddish – Girls Trip vai Dina - Holly Hunter – The Big Sick vai Beth Gardner - Laurie Metcalf – Lady Bird: Tuổi nổi loạn vai Marion McPherson - Octavia Spencer – Người đẹp và thủy quái vai Zelda Fuller                         |
| Nam/nữ diễn viên trẻ xuất sắc nhất - Brooklynn Prince – The Florida Project vai Moonee - Mckenna Grace – Gifted vai Mary Adler - Dafne Keen – Logan: Người sói vai Laura Kinney / X-23 - Millicent Simmonds – Wonderstruck vai Rose - Jacob Tremblay – Wonder vai August "Auggie" Pullman | Dàn diễn viên xuất sắc nhất - Three Billboards: Truy tìm công lý - Cuộc di tản Dunkirk - Lady Bird: Tuổi nổi loạn - Mudbound - The Post |
| Kịch bản gốc hay nhất - Jordan Peele – Trốn thoát - Guillermo del Toro & Vanessa Taylor – Người đẹp và thủy quái - Greta Gerwig – Lady Bird: Tuổi nổi loạn - Emily V. Gordon & Kumail Nanjiani – The Big Sick - Liz Hannah and Josh Singer – The Post - Martin McDonagh – Three Billboards: Truy tìm công lý                                                                                             | Kịch bản chuyển thể hay nhất - James Ivory – Call Me by Your Name - Scott Neustadter & Michael H. Weber – The Disaster Artist - Dee Rees và Virgil Williams – Mudbound - Aaron Sorkin – Molly's Game - Jack Thorne, Steve Conrad và Stephen Chbosky – Wonder |
| Quay phim xuất sắc nhất - Roger Deakins – Blade Runner 2049 - Dan Laustsen – Người đẹp và thủy quái - Rachel Morrison – Mudbound - Sayombhu Mukdeeprom – Call Me by Your Name - Hoyte van Hoytema – Cuộc di tản Dunkirk | Thiết kế hiện trường xuất sắc nhất - Paul Denham Austerberry, Shane Vieau, và Jeff Melvin – Người đẹp và thủy quái - Jim Clay và Rebecca Alleway – Murder on the Orient Express - Nathan Crowley và Gary Fettis – Cuộc di tản Dunkirk - Dennis Gassner và Alessandra Querzola – Blade Runner 2049 - Sarah Greenwood và Katie Spencer – Người đẹp và quái vật - Mark Tildesley và Véronique Melery – Bóng ma sợi chỉ |
| Dựng phim xuất sắc nhất - Paul Machliss và Jonathan Amos – Quái xế Baby - Lee Smith – Cuộc di tản Dunkirk - Michael Kahn và Sarah Broshar – The Post - Joe Walker – Blade Runner 2049 - Sidney Wolinsky – Người đẹp và thủy quái | Thiết kế phục trang xuất sắc nhất - Mark Bridges – Bóng ma sợi chỉ - Renée April – Blade Runner 2049 - Jacqueline Durran – Người đẹp và quái vật - Lindy Hemming – Wonder Woman - Luis Sequeira – Người đẹp và thủy quái |
| Hóa trang xuất sắc nhất - Darkest Hour - Người đẹp và quái vật - I, Tonya - Người đẹp và thủy quái - Wonder | Hiệu ứng hình ảnh xuất sắc nhất - War for the Planet of the Apes - Blade Runner 2049 - Cuộc di tản Dunkirk - Người đẹp và thủy quái - Thor: Tận thế Ragnarok - Wonder Woman |
| Phim hoạt hình hay nhất - Coco - The Breadwinner - Despicable Me 3 - The Lego Batman Movie - Loving Vincent | Phim hành động hay nhất - Wonder Woman - Baby Driver - Logan - Thor: Ragnarok - War for the Planet of the Apes |
| Phim kinh dị/khoa học viễn tưởng hay nhất - Trốn thoát - Blade Runner 2049 - It - Người đẹp và thủy quái | Phim hài hay nhất - The Big Sick - The Disaster Artist - Girls Trip - I, Tonya - Lady Bird: Tuổi nổi loạn |
| Nam diễn viên phim hài xuất sắc nhất - James Franco – The Disaster Artist vai Tommy Wiseau - Steve Carell – Battle of the Sexes vai Bobby Riggs - Chris Hemsworth – Thor: Ragnarok vai Thor - Kumail Nanjiani – The Big Sick vai Kumail Nanjiani - Adam Sandler – The Meyerowitz Stories vai Danny Meyerowitz                                                                                            | Nữ diễn viên phim hài xuất sắc nhất - Margot Robbie – I, Tonya vai Tonya Harding - Tiffany Haddish – Girls Trip vai Dina - Zoe Kazan – The Big Sick vai Emily Gardner - Saoirse Ronan – Lady Bird: Tuổi nổi loạn vai Christine "Lady Bird" McPherson - Emma Stone – Battle of the Sexes vai Billie Jean King |
| Nhạc nền hay nhất - Alexandre Desplat – Người đẹp và thủy quái - Jonny Greenwood – Bóng ma sợi chỉ - Dario Marianelli – Darkest Hour - Benjamin Wallfisch và Hans Zimmer – Blade Runner 2049 - John Williams – The Post - Hans Zimmer – Cuộc di tản Dunkirk | Bài hát hay nhất - "Remember Me" – Coco - "Evermore" – Người đẹp và quái vật - "Mystery of Love" – Call Me by Your Name - "Stand Up For Something" – Marshall - "This Is Me" – The Greatest Showman |
| Phim ngoại ngữ hay nhất - In the Fade • Đức - BPM (Beats per Minute) • Pháp - A Fantastic Woman • Chile - First They Killed My Father • Campuchia - The Square • Thụy Điển - Thelma • Na Uy | |

### Giải #SeeHer
- Gal Gadot

## Thống kê giải thưởng

### Nhiều đề cử nhất
| Đề cử | Phim                               |
| ----- | ---------------------------------- |
| 14    | Người đẹp và thủy quái             |
| 8     | Call Me by Your Name               |
| 8     | Cuộc di tản Dunkirk                |
| 8     | Lady Bird: Tuổi nổi loạn           |
| 8     | The Post                           |
| 7     | Blade Runner 2049                  |
| 6     | The Big Sick                       |
| 6     | Three Billboards: Truy tìm công lý |
| 5     | Trốn thoát                         |
| 5     | I, Tonya                           |
| 4     | Người dẹp và quái vật              |
| 4     | Darkest Hour                       |
| 4     | The Disaster Artist                |
| 4     | Mudbound                           |
| 4     | Bóng ma sợi chỉ                    |
| 3     | The Florida Project                |
| 3     | Girls Trip                         |
| 3     | Logan                              |
| 3     | Thor: Ragnarok                     |
| 3     | Wonder                             |
| 3     | Wonder Woman                       |
| 2     | Baby Driver                        |
| 2     | Battle of the Sexes                |
| 2     | Coco                               |
| 2     | Molly's Game                       |
| 2     | War for the Planet of the Apes     |

| Giải thưởng | Phim                               |
| ----------- | ---------------------------------- |
| 4           | Người đẹp và thủy quái             |
| 3           | Three Billboards: Truy tìm công lý |
| 2           | Coco                               |
| 2           | Darkest Hour                       |
| 2           | Trốn thoát                         |
| 2           | I, Tonya                           |